# Cztery Gwiazdki
Cztery Gwiazdki (ang. Four Christmases) – amerykańsko-niemiecki film komediowy z 2008 roku w reżyserii Setha Gordona.

## Opis fabuły
Kate (Reese Witherspoon) i Brad (Vince Vaughn) są szczęśliwą, cieszącą się życiem parą. Są młodzi, atrakcyjni i mają dobrze płatną pracę. Na dodatek nie mają dzieci ani żadnych innych zobowiązań, co sprawia, że mogą dowolnie dysponować swoim wolnym czasem. Oboje lubią aktywny wypoczynek, a ich pasją są podróże w najdalsze zakątki świata.
Tymczasem zbliżają się święta Bożego Narodzenia. Kate i Brad nie chcą ich spędzać z wiecznie skłóconymi rodzicami. W tym roku postanawiają, że polecą na Fidżi. Niestety, złe warunki atmosferyczne sprawiają, że ich lot w ostatniej chwili zostaje odwołany. Oboje muszą się pożegnać z perspektywą wylegiwania się na plaży i picia kolorowych drinków. Para jest zmuszona spędzić świąteczny czas ze swoją rodziną.
Zarówno rodzice Kate jak i jej ukochanego są rozwiedzeni. By nikt nie poczuł się urażony, młodzi postanawiają odwiedzić każdego z bliskich. Rozpoczynają więc bożonarodzeniowy maraton. Cztery domy, cztery rodziny, różne przyzwyczajenia i nastroje – parę czeka niełatwe zadanie. Mimo to robią wszystko, by stanąć na wysokości zadania. Z pewnością będą to wyjątkowe i niezapomniane święta.

## Obsada
- Vince Vaughn jako Brad McVie, dawniej Orlando McVie
- Reese Witherspoon jako Kate
- Robert Duvall jako Howard McVie, ojciec Brada
- Sissy Spacek jako Paula, matka Brada
- Jon Voight jako Creighton, ojciec Kate
- Mary Steenburgen jako Marilyn, matka Kate
- Kristin Chenoweth jako Courtney, siostra Kate
- Jon Favreau jako Denver McVie, brat Brada
- Tim McGraw jako Dallas McVie, brat Brada
- Katy Mixon jako Susan
- Dwight Yoakam jako pastor Phil
- Colleen Camp jako ciocia Donna
- Jack Donner jako dziadek
- Skyler Gisondo jako Connor McVie